# Cosmogonía indoeuropea
La cosmogonía indoeuropea se refiere a la cosmogonía reconstruida de la mitología protoindoeuropea.
El análisis comparativo de diferentes relatos indoeuropeos ha llevado a los estudiosos a reconstruir un mito de la creación original protoindoeuropea que implica a dos hermanos gemelos, *Manu- ('Hombre') y *Yemo- ('Gemelo'), como progenitores del mundo y de la humanidad, y a un héroe llamado *Trito ('Tercero') que aseguró la continuidad del sacrificio original.
Aunque pueden establecerse algunos paralelismos temáticos con el Antiguo Oriente Próximo (la pareja primordial Adán y Eva), e incluso con leyendas polinesias o sudamericanas, las correspondencias lingüísticas encontradas en los cognados descendientes de *Manu y *Yemo hacen muy probable que el mito aquí tratado tenga un origen protoindoeuropeo (PIE).

## Historiografía
Hermann Güntert, subrayando los paralelismos filológicos entre los textos germánicos e indoiranios, argumentó en 1923 a favor de un motivo indoeuropeo heredado de la creación del mundo a partir del sacrificio y desmembramiento de un andrógino primordial.
Tras un primer trabajo sobre la leyenda cosmogónica de Manu y Yemo, publicado simultáneamente con Jaan Puhvel en 1975 (quien señaló el reflejo romano del relato), Bruce Lincoln reunió la parte inicial del mito con la leyenda del tercer hombre Trito en un único motivo ancestral.
Desde la década de 1970, los motivos reconstruidos de Manu y Yemo, y en menor medida el de Trito, han sido generalmente aceptados entre los estudiosos.

## Mitos

### Estado primordial
La raíz básica indoeuropea para la creación divina es *dʰeh₁, 'poner en su lugar, establecer o fijar', como se atestigua en la expresión hitita nēbis dēgan dāir («...estableció el cielo (y la tierra)»), la fórmula del avéstico kə huvāpå raocåscā dāt təmåscā? («¿Qué hábil artífice hizo las regiones de la luz y la oscuridad?»), el nombre del dios creador védico Dhātr, y posiblemente en el nombre griego Tetis, presentada como diosa demiúrgica en la poesía del poeta griego Alcmán (siglo VII a. C.).
El concepto del Huevo cósmico, que simboliza el estado primordial del que surge el universo, se encuentra también en muchos mitos de creación indoeuropeos.. Una representación similar de la aparición del universo antes del acto de la creación se da en la tradición védica, germánica y, al menos en parte, en la griega.
El Rigveda lo describe como un estado en el que «ni el no-ser era ni el ser era en ese momento; no existía el aire, ni el cielo más allá... Ni la muerte era ni el inmortal entonces, ni había la marca de la noche y el día...». En la tradición germánica, la Oración de Wessobrunn dice que «...no había tierra, ni cielo arriba, ni árbol... ni montaña, ni una sola estrella, ni el sol brillaba, ni la luna daba luz, ni el mar brillante...» , y el autor del Völuspá escribe que «...no había arena ni mar ni las frescas olas; la tierra no estaba en ninguna parte ni el cielo arriba; Ginnungagap había, pero hierba en ninguna parte...»
Aunque la idea de un mundo creado no es típica del pensamiento griego primitivo, se han destacado descripciones similares en Las aves de Aristófanes: «...había Suma y la Noche y el oscuro Erebo al principio, y el amplio Tártaro, pero no había tierra ni aire ni cielo...» La analogía entre el griego Χάος ('Caos') y el nórdico Ginnungagap ('Abismo que se abre') también han sido señalados por los estudiosos. La importancia del “calor” en los mitos germánicos de la creación también se ha comparado con creencias indias similares enfatizadas en el himno védico sobre el 'calor cósmico'.

### Sacrificio cósmico
El primer humano, Manu y, su gigante gemelo Yemo atraviesan el cosmos, acompañados por la vaca primordial. Para crear el mundo, Manu sacrifica a su hermano y, con la ayuda de las deidades celestiales (Dieus, el Perkwunos (dios de la tormenta) y los Mellizos divinos), forja tanto los elementos naturales como los seres humanos a partir de los restos de su gemelo.
Manu se convierte así en el primer sacerdote tras iniciar el sacrificio como condición primordial para el orden del mundo. Su hermano fallecido, Yemo, se convierte en el primer rey al surgir las clases sociales de su anatomía (el sacerdocio de su cabeza, la clase guerrera de su pecho y brazos, y los plebeyos de sus órganos sexuales y piernas).
Aunque las versiones europeas e indoiranias difieren en este asunto, lo más probable es que la vaca primigenia fuera sacrificada en el mito original, dando lugar a los demás animales y vegetales. Es posible que Yemo se convirtiera en el rey del Otro mundo, el reino de los muertos, como el primer mortal en morir en el sacrificio primordial, un papel sugerido por los indoiranios y, en menor medida, en las tradiciones germánicas, griegas y celtas.

### Primer Guerrero
Al tercer hombre, Trito, los dioses celestiales le ofrecen ganado como regalo divino, que es robado por una serpiente de tres cabezas llamado *Ngʷhi ('serpiente'; y la raíz indoeuropea de negación).
Trito primero sufre en sus manos, pero fortificado por una bebida embriagadora y ayudado por un dios-ayudante ( Perkwunos) o *Hₐner, 'hombre'), juntos se dirigen a una cueva o a una montaña, y el héroe consigue finalmente vencer al monstruo. Trito devuelve entonces el ganado recuperado a un sacerdote para que lo sacrifique debidamente. Ahora es el primer guerrero, manteniendo a través de sus actos heroicos el ciclo de entrega mutua entre dioses y mortales.

## Interpretaciones

### Tres funciones
Según Lincoln, Manu y Yemo parecen ser los protagonistas de «un mito de la función soberana, estableciendo el modelo para los sacerdotes y reyes posteriores», mientras que la leyenda de Trito debe ser vista como «un mito de la función guerrera, estableciendo el modelo para todos los hombres de armas posteriores». Así, ha interpretado la narración como una expresión del intento de los sacerdotes y reyes de justificar su función como indispensable para la conservación del cosmos, y por tanto como esencial para la organización de la sociedad. El motivo recuerda, en efecto, la trifuncionalidad  duméziliana del cosmos entre el sacerdote (en sus aspectos mágico y legal), el guerrero (el Tercer Hombre) y el pastor (la vaca).

### Mito del robo de ganado
La historia de Trito sirvió de modelo para posteriores mitos épicos del abigeato (robo de ganado) y muy probablemente como justificación moral de la práctica del robo entre los pueblos indoeuropeos. En sus leyendas, Trito es representado como alguien que solo recupera lo que pertenece legítimamente a su pueblo, aquellos que sacrifican adecuadamente a los dioses. Aunque el robo de ganado es un tema común que se encuentra en todas las sociedades que tienen ganado, era particularmente popular entre los pueblos indoeuropeos, como atestiguan las leyendas de Indra y los Panis, Beowulf y Grendel, la búsqueda de la reina Medb por el toro, u Odiseo cazando el ganado de Helios.
El mito ha sido interpretado de diversas maneras: como un conflicto cósmico entre un héroe celestial y una serpiente terrestre; como una representación de la lucha de los compañeros masculinos para proteger a la sociedad contra el mal externo; o como una victoria indoeuropea sobre los pueblos no indoeuropeos, en la que el monstruo simboliza al ladrón o usurpador aborigen. En efecto, la serpiente védica Viśvarūpa es descrita como un *dāsa, un habitante aborigen hostil a los invasores indoeuropeos; la serpiente iraní Aži Dahāka lleva en su nombre el sufijo peyorativo -ka; y el gigante inimical latino Cācus es representado como un aborigen no indoeuropeo (incola), hostil a romanos y griegos por igual. Según Martin Litchfield West, el nombre protoindoeuropeo *Trito ('Tercero') puede haber sido un «nombre en clave poético o hierático, totalmente comprensible solo con conocimientos especializados».

## Evidencias lingüísticas

### Manu y Yemo
Los cognados que derivan del protoindoeuropeo primer sacerdote *Manu ('Hombre', 'ancestro de la humanidad') incluyen al indio Mánu, legendario primer hombre en el hinduismo, y Manāvī, su esposa sacrificada; el germánico Mannus (del protogermánico *Manwaz), antepasado mítico de las tribus germánicas occidentales; y el persa Manūščihr (del avéstico Manūš.čiθra, 'hijo de Manuš'), zoroastriano sumo sacerdote del siglo IX a .C.
Del nombre del sacrificado Primer Rey *Yemo ('Gemelo') derivan el Iama indio, dios de la muerte y del inframundo; el avéstico Yima y guardián del inframundo; el nórdico. Yima, rey de la Edad de oro y guardián del Otro mundo; el nórdico Ymir (de protogermánico *Yumiyáz), antepasado de los gigantes (jötnar); y muy probablemente Remus (del protolatino *Yemos), asesinado en la Mito fundacional romano por su hermano gemelo Rōmulus. El letón jumis ('fruta doble), el latín geminus ('gemelo') y el irlandés medio emuin ('gemelo') también están relacionados lingüísticamente.
| Tradición        | Primer sacerdote             | Primer rey       | Primer mamífero            | Dioses celestiales                                    |
| ---------------- | ---------------------------- | ---------------- | -------------------------- | ----------------------------------------------------- |
| Protoindoeuropeo | *Manu ('hombre')             | *Yemo ('gemelo') | Vaca Primigenia            | Padre del Cielo, Dios de la Tormenta, Gemelos divinos |
| Hindú            | Mánu, Puruṣa                 | Iama, (Manāvī)   | Toro de Manu               | Dioses védicos                                        |
| Iranio           | Arimán , Spityura, Manūščihr | Yima, Gayōmart   | Buey Primigenio (Gōšūrvan) | –                                                     |
| Germánico        | Mannus                       | Ymir, Tuisto     | Vaca Primigenia (Auðhumla) | Óðinn y sus hermanos                                  |
| Romano           | Rōmulus                      | *Yemos (Remus)   | Loba                       | Los senadores                                         |

### Trito y Ngʷhi
Los cognados que provienen del Primer Guerrero *Trito ('Tercero') incluyen al védico Trita, el héroe que recuperó el ganado robado de la serpiente Viśvarūpa; el avéstico Thraētona ('hijo de Thrita'), que recuperó a las mujeres raptadas de la serpiente Aži Dahāka; y el nórdico þriði ('Tercero'), uno de los nombres de Óðinn. Otros cognados pueden aparecer en las expresiones griegas trítos sōtḗr (τρίτος σωτήρ; 'Tercer Salvador'), un epíteto de Zeus, y tritogḗneia (τριτογήνεια; 'Tercer nacido' o 'nacido de Zeus'), un epíteto de Atenea; y quizás en el héroe mítico eslavo Troyano, que se encuentra en leyendas rusas y serbias por igual.
El término *Ngʷhi, que significa 'serpiente', también está relacionado con la raíz indoeuropea de negación (*ne-).{sfn|Anthony|2007|pp= 134-135}} Se pueden encontrar cognados descendientes en el iranio Aži, el nombre de la serpiente inimical, y en el hindú áhi ('serpiente'), un término utilizado para designar a la monstruosa serpiente Viśvarūpa, ambos descendientes de la protoindoiraní *aj'hi.
| Tradición        | Primer guerrero              | Serpiente de tres cabezas | Dios ayudador                            | Regalo robado |
| ---------------- | ---------------------------- | ------------------------- | ---------------------------------------- | ------------- |
| Protoindoeuropeo | *Trito ('Tercero')           | Ngʷhi                     | El Dios de las tormentas o Hₐnēr ('Man') | Ganado        |
| Hindú            | Trita                        | Viśvarūpa ('áhi')         | Indra                                    | Vacas         |
| Iranio           | Thraētona ('hijo de Thrita') | Aži Dahāka                | *Vr̥traghna                               | Mujeres       |
| Germánico        | þriði, Hymir                 | Tres serpientes           | Þórr                                     | Cabras (¿?)   |
| Grecorromano     | Herakles                     | Gerión, Cācus             | Helios                                   | Ganado        |

## Mitología comparada
Muchas creencias indoeuropeas explican aspectos de la anatomía humana a partir de los resultados del desmembramiento original de Yemo: su carne suele convertirse en la tierra, su pelo en hierba, su hueso en piedra, su sangre en agua, sus ojos en el sol, su mente en la luna, su cerebro en las nubes, su aliento en el viento y su cabeza en el cielo. La tradición de sacrificar un animal antes de dispersar sus partes siguiendo patrones socialmente establecidos, una costumbre que se encuentra en la Antigua Roma y en la India, se ha interpretado como un intento de restaurar el equilibrio del cosmos regido por el sacrificio original.
En la versión indoiraní del mito, su hermano Manu también sacrifica la vaca, y de las partes del animal muerto nacen las demás especies vivas y los vegetales. En los reflejos europeos, sin embargo, la vaca (representada por una loba en el mito romano) sirve solo como proveedora de leche y cuidado de los gemelos antes de la creación. Esta divergencia puede explicarse por las diferencias culturales entre las ramas indoiraní y europea de la familia indoeuropea, ya que la primera sigue fuertemente influenciada por el pastoreo, y la segunda es mucho más agrícola, percibiendo a la vaca principalmente como una fuente de leche. Según Lincoln, la versión indoiraní es la que mejor conserva el motivo ancestral, ya que vivían más cerca del modo de vida pastoral original protoindoeuropeo.

### Indoiranio

#### Mito de la creación
Mánu ('Hombre, humano') aparece en el Rigveda como el primer sacrificador y el fundador de la ley religiosa, las Leyes de Manu. Es el hermano (o medio hermano) de Yama ('Gemelo'), ambos presentados como hijos de la deidad solar Vivasvat. La asociación de Mánu con el ritual del sacrificio es tan fuerte que a los que no sacrifican se les llama amanuṣāḥ, que significa 'no perteneciente a Mánu', 'distinto a Mánu' o 'inhumano'. El canto de Puruṣa (otra palabra que significa 'hombre') cuenta cómo las partes del cuerpo del hombre primigenio sacrificado llevaron a la creación del cosmos (el cielo a partir de su cabeza, el aire a partir de su ombligo, la tierra a partir de sus piernas) y el castas hindú. (las partes superiores se convierten en las castas superiores y las inferiores en los plebeyos). En el posterior Śatapatha Brāhmana, tanto un toro primordial como la esposa de Mánu, Manāvī, son sacrificados por los Asuraa (semidioses). Según Lincoln, esto podría representar una variante independiente del mito original, con la figura de Yama situada detrás de la de Manāvī.

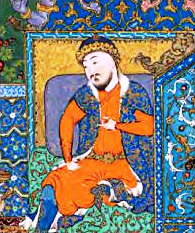
El mítico rey iranio Yima.

Tras una transformación religiosa liderada por Zaratustra en torno a los siglos VII y VI a. C. que degradó el estatus de los mitos y deidades anteriores, *Manuš fue sustituido en la tradición irania por tres figuras diferentes: Arimán, que asumió su papel de primer sacrificador; Manūščihr ('hijo' o 'semilla de Manuš'), que lo sustituyó como ancestro de la línea sacerdotal; y el propio Zaratustra, que asumió su papel de sacerdote por excelencia. Manūščihr es descrito en el Gran Bun-dahišnīh como el ancestro de todos los Mōpats ('sumos sacerdotes) de los Pars, y se ha propuesto que *Manuš fue considerado originalmente como el Primer sacerdote en lugar de Zaratustra por las tribus anteriores al Zoroastrismo.
La tradición del indoiranio retrata al primer hombre o rey mortal, *YamHa, como hijo de la deidad solar, *Hui-(H)uas-uant.
Invocado en los himnos funerarios del Rigveda, Yama es representado como el primer hombre en morir, el que estableció el camino hacia la muerte después de elegir libremente su propia salida de la vida. Aunque su reino se asoció originalmente con la fiesta, la belleza y la felicidad, Yama fue representado gradualmente como un ser horrible y el gobernante del Otro mundo en las tradiciones épicas y puranas. Algunos estudiosos han equiparado este abandono (o trascendencia) de su propio cuerpo con el sacrificio de Puruṣa. En un motivo compartido con la tradición iraní, mencionado en el Rigveda y relatado en tradiciones posteriores, Yama y su hermana gemela Yamī son presentados como hijos del dios-sol Vivasvat. Discutiendo la conveniencia del incesto en un contexto primordial, Yamī insiste en tener relaciones sexuales con su hermano Yama, que lo rechaza, renunciando así a su papel de creador de la humanidad.
En el Irán prezoroastriano, Yima era considerado el primer rey y el primer mortal. El mito original de la creación fue de hecho condenado por Zaratustra, que hace mención de él en el Avesta como los dos espíritus que «aparecieron en el principio como dos gemelos en un sueño ... (y) que se encontraron por primera vez e instituyeron la vida y la no vida». Yima, en particular, es representado como el primero en distribuir porciones de la vaca para su consumo, y, por tanto, condenado explícitamente por haber introducido el consumo de carne. Tras un breve reinado en la tierra, se dice que el rey Yima fue despojado en una tradición posterior de su triple nimbo real, que encarnaba las tres clases sociales en los mitos iranios. Mitra recibe la parte del sacerdote, Thraetaona la del guerrero, y Kərəsāspa la del plebeyo. La saga termina con el desmembramiento real de Yima por su propio hermano, la figura daívica Spityura. En otro mito del Avesta Joven, el hombre primigenio Gayōmart (Gaya marətan; 'vida mortal') y el buey del mundo primigenio Gōšūrvan son sacrificados por el espíritu destructor Arimán (Aŋra Mainyu, 'espíritu maligno'). De las partes del buey surgieron todas las plantas y los animales, y del cuerpo de Gayōmart los minerales y la humanidad. En la Vīdēvdāt, Yima se presenta como el constructor de un inframundo, un paraíso subterrenal eventualmente gobernado por Zaratustra y su hijo. La historia, que da una posición central al nuevo líder religioso, es una vez más probablemente el resultado de una reforma del zoroastrismo, y Yima puede haber sido el gobernante original del reino de los muertos.

#### Trita Atpya
Tanto el Rigveda como el Avesta Joven representan la matanza de una serpiente de tres cabezas por un héroe llamado Trita Āptya o Thraēta(ona) Āthwya para recuperar el ganado o las mujeres, donde *Atpya puede referirse al nombre de una familia de héroes indoiranios. Ambos son conocidos como preparadores de la bebida sagrada indoirania *sauma, que el héroe *Trita Atpya probablemente bebía para obtener poderes divinos. La historia griega de Herakles recuperando el ganado robado del monstruo con cabeza de tee Gerión está probablemente relacionada, y se puede encontrar un reflejo germánico en la representación de un hombre de tres cabezas luchando contra tres serpientes mientras sostiene una cabra.
En la tradición védica, Trita Āptya e Indra mantienen una relación de ayuda mutua, Trita dando soma al dios para que este pueda, a cambio, proporcionar ayuda al héroe en su lucha contra el monstruo Viśvarūpa. Trita se enfrenta al dragón de tres cabezas (áhi-), y lo mata para dejar salir a las vacas. Finalmente, Indra corta tres cabezas de Viśvarūpa y conduce las vacas a casa para Trita.

En el Avestán Joven, el ganado robado de *Trito fue sustituido por sus dos hermosas esposas (vantā), de las que se dice que fueron raptadas por la serpiente Aži Dahāka y a las que el héroe Thraētona ('hijo de Trita') acaba recuperando tras enfrentarse al monstruo.{Sfn|West|2007|p= 260}} Vantā, que significa 'hembra que es deseada', se ha comparado con la protoindoirania *dhainu ('la que lacta, da leche'), una palabra frecuente para 'vaca' que también se utiliza para designar a las mujeres humanas. Aunque Thraētona contó con la ayuda de varias deidades en su búsqueda, el dios guerrero prezoroastriano *Vr̥traghna ('aplastador de la resistencia') parece el dios ayudante original más probable, ya que fue el nombre introducido en la versión armenia del mito como Vahagn.

### Grecorromano
El escritor romano Tito Livio relata el asesinato de Remo por su hermano Rōmulus en la legendaria fundación de Roma, tras un desacuerdo sobre la colina en la que construir la ciudad. En una versión del mito, se dice que el propio Rōmulus fue desgarrado miembro a miembro por un grupo de senadores por ser un tirano, quizás un reflejo de los dioses que sacrificaron al gigante gemelo en el motivo original. Al igual que en el mito de la creación protoindoeuropea, el sacrificio de Remo (Yemo) condujo finalmente al nacimiento de las tres “tribus” romanas (Ramnes, Luceres y Tities), y a la entronización de su hermano como "Primer rey".

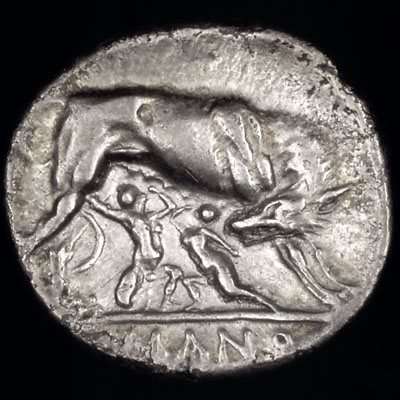
Rōmulus y Remus mamando de la ubre de la madre loba. c. 269-266 a. C.

Es probable que Remus fuera visto originalmente como el principal protagonista del mito latino, ya que la fórmula inicialmente iba por Remo et Romulo, y a menudo se usaba como un reemplazo elíptico de la pareja completa, como en Remi nepotes ("descendientes de Remo"), un nombre poético para los romanos. Mientras que el nombre Rōmulus se interpreta como una retroformación de la ciudad de Rōma, Remus deriva de PIE *Yemo, a través de la forma proto-latina *Yemos o *Yemonos. El sonido inicial de la "y" puede haber cambiado a la "r" como resultado de las largas y frecuentes asociaciones con los nombres Roma y Rōmulus en las historias latinas. En la leyenda relatada por Tito Livio, Rōmulus y Remus fueron alimentados de niños por una loba, un motivo que es paralelo a la vaca que alimenta a Ymir en la versión nórdica antigua.
Algunos estudiosos han propuesto que los motivos originales de Yemo, el ancestro gemelo sacrificado protoindoeuropeo y gobernante de los muertos, han sido transferidos en la mitología griega a tres figuras diferentes: Kronos, Rhadamanthys y Menealos.
Un posible reflejo de la leyenda original del Tercer Hombre *Trito puede encontrarse en un mito griego contado por Hesíodo. Un monstruo de tres cabezas llamado Gerión, nieto de Medusa (la Gorgona de pelo de serpiente), se dice que fue asesinado por Herakles para recuperar un ganado robado. El héroe griego es ayudado por el dios-sol Helios, a quien pide prestada la copa para cruzar el Océano occidental y llegar a la isla de Eritea. Junto con su pastor Euryition y su perro, Heracles vence finalmente al monstruo y conduce el ganado de vuelta a Grecia.
Las versiones romanas del mito, que se basaban en textos griegos anteriores, se han remodelado en torno a una oposición entre Hércules y un ogro que respiraba fuego llamado Cācus, que vivía en una cueva en el Aventino. No obstante, han conservado algunos rasgos del monstruoso adversario original de tres cabezas: El garrote de Hércules, con el que mata a Cācus de tres golpes, se dice que tiene tres nodos; y Hércules da tres vueltas a la montaña después de encontrar la cueva del monstruo, golpea la puerta tres veces y se sienta a descansar tres veces antes de entrar finalmente. Al igual que en las versiones irania y griega, Cācus es representado como el que inicialmente robó el ganado que pertenece por derecho al héroe, Hércules.

### Germánico

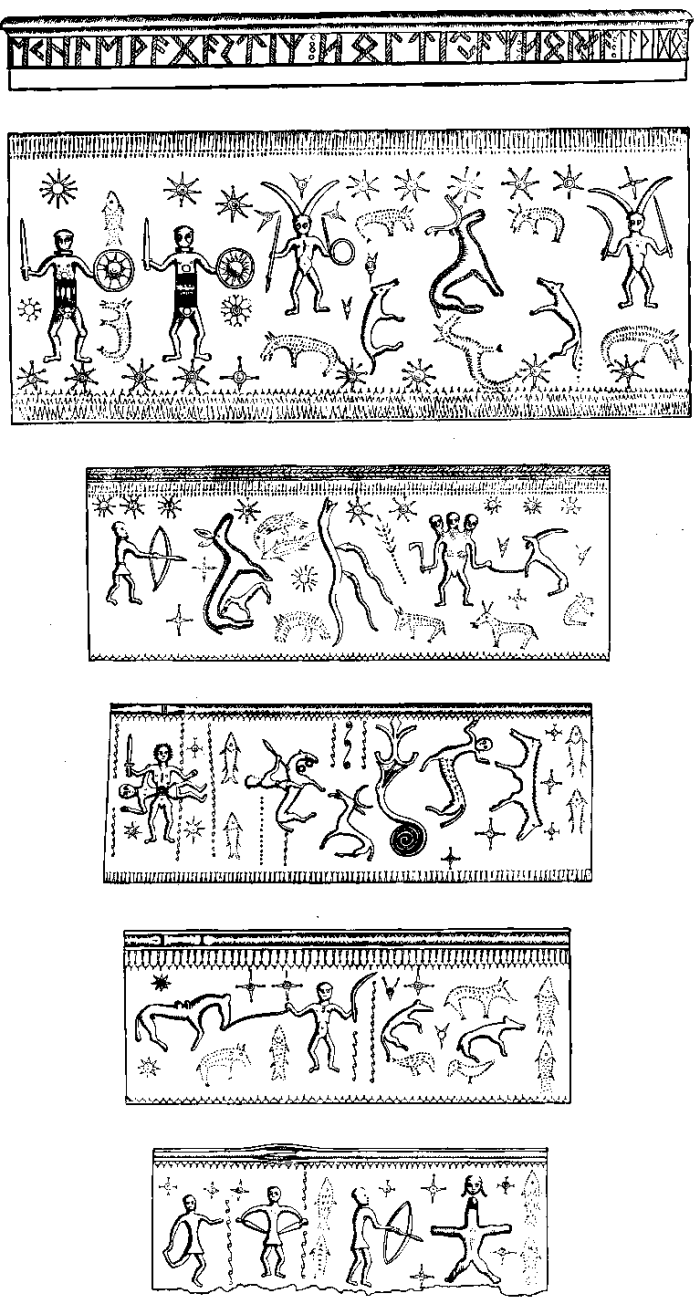
Una posible representación germánica del mito de *Trito en los Cuernos de oro de Gallehus (segundo desde arriba).

Ymir es representado en los Eddas como el ser primigenio y un gigante de la escarcha. Después de que Óðinn y sus hermanos lo mataran, hicieron la tierra de su carne, las montañas de sus huesos, los árboles de su pelo, el cielo de su cráneo, y el mar y los lagos de su sangre; y de sus dos axilas salieron un hombre y una mujer. El nombre germánico Ymir significaba gemelo, y algunos estudiosos han propuesto que también se entendía como hermafrodita o bisexual. De hecho, se dice que una de sus piernas hace el amor con la otra, engendrando un hijo de seis cabezas, el antepasado de los gigantes. En otra historia nórdica antigua, se dice que la vaca primigenia Auðhumla' se formó a partir de hielo derretido como Ymir, y lo alimentó con su leche.
En Germania (ca. 98 d. C.), Tácito informa de la creencia en un mito que implica a un dios nacido en la tierra llamado Tuisto ('Gemelo') que engendró a Mannus ('Hombre'), el antepasado de los pueblos germánicos occidentales. Tuisto ha engendrado a Mannus por su cuenta, y su nombre también se entiende como hermafrodita. Algunos estudiosos han propuesto que el nombre de la tribu germánica Alamanni significaba 'Mannus propia gente, aunque 'todos los hombres' sigue siendo la etimología más aceptada entre los lingüistas.
Un reflejo germánico del mito de Trito luchando contra la serpiente de tres cabezas Ngʷhi puede encontrarse en los Cuernos de oro de Gallehus (s. V d. C.), donde se representa a un hombre con tres cabezas que sostiene una cabra y se enfrenta a tres serpientes. Uno de los nombres de Óðinn, Þriði ('Tercero'), también está relacionado lingüísticamente con *Trito. Otro reflejo puede encontrarse en la leyenda nórdica del gigante Hymir que empleó una cabeza de buey para capturar a la serpiente Jǫrmungandr con la ayuda del dios de la tormenta Thor.

### Celta
Se ha propuesto un posible reflejo celta del mito protoindoeuropeo de la creación en la epopeya irlandesa Táin Bó Cúailnge, donde dos toros míticos, Donn Cúalnge ('el [toro] oscuro de Cooley') y Findbennach Aí ('el toro de cuernos blancos de Aí'), luchan entre sí. La batalla termina con el primero desgarrando a su oponente miembro por miembro, creando el paisaje irlandés a partir de su cuerpo. El propio Donn muere poco después de la pelea por un corazón roto, y a partir de entonces también da su cuerpo para formar el paisaje de la isla. Julio César informó de que el Gaulish creía en un antepasado mítico que comparaba con Dīs Pater, el dios romano del inframundo. Según algunos estudiosos, esto podría representar un reflejo del ancestro gemelo original protoindoeuropeo y gobernante de los muertos *Yemo, una función similar a la que tenía el Yama indoiranio.

## Influencia
El motivo de Manu y Yemo ha tenido influencia en toda Eurasia tras las migraciones indoeuropeas. Las versiones griega, rusa antigua (Poema sobre el rey paloma) y judía dependen de la irania, y una versión china del mito ha sido introducida desde la antigua India. La versión armenia del mito del Primer guerrero Trito depende de la irania, y los reflejos romanos fueron influenciados por versiones griegas anteriores.
La mitología báltica registra una deidad de la fertilidad Jumis, cuyo nombre significa 'par, doble (de frutos)'. Su nombre también se considera un cognado del indoiranio Yama, y relacionado con el sánscrito yamala 'de dos en dos' y Prácrito yamala 'gemelos'. Ranko Matasović cita la existencia de Jumala como contrapartida femenina y hermana de Jumis en las dainas (canciones populares) letonas, como otra deidad de la fertilidad. Jumis, cuyo nombre también puede significar 'doble espiga de trigo', también se considera una deidad letona ctónica que vivía «bajo el campo arado».
La tradición irania posterior (pahlavi) atestigua una pareja de hermanos llamada Jima (Yima) y Jimak (Yimak). Yimak, o Jamag, se describe como la hermana gemela de Yima en el Bundahishn de Irán Central. Yima se junta con su hermana Yimak para producir la humanidad, pero más tarde es asesinada por Azi Dahaka.
El nombre Yama está atestiguado como compuesto en nombres personales de las Tablillas de la Fortaleza de Persépolis históricos, como Yamakka y Yamakšedda (del persa antiguo *Yama-xšaita- 'majestuoso Yama', moderno Jamshid).
La deidad nuristaní Imra también se considera un reflejo del Yama indoiranio. Se cree que el nombre Imra deriva de *Yama-raja "Rey Yama", un nombre posiblemente afín al título de vangani Jim Raza 'dios de los muertos'. También se le conoce como Mara "asesino, muerte". Este nombre puede haber dejado huellas en otras lenguas nuristaníes: waigali Yamrai, Kalash (Urtsun) imbro, ashkun im'ra, prasun yumr'a y Kati im'ro - todos se refieren a un "dios creador". Esta deidad también actúa como guardián de las puertas del infierno (situadas en un reino subterráneo), impidiendo el regreso al mundo de los vivos, un motivo que se hace eco del papel de Yama como rey del inframundo.